# Gastrotheca marsupiata
La raganella marsupiale o rana marsupiale di Griswold (Gastrotheca marsupiata Duméril & Bibron, 1841) è un anfibio anuro della famiglia Hemiphractidae.

## Descrizione
Lunga fino a 5-7 centimetri, la sua livrea ha una colorazione bruna e verde, con striature lungo i fianchi e il dorso che la aiutano a mimetizzarsi; la testa è larga e il muso arrotondato. La femmina presenta alla base del dorso una tasca cutanea in cui trasporta le uova fecondate fino al termine dello sviluppo.

## Biologia
Questo anfibio ha una vita media di 2-3 anni.

### Alimentazione
La raganella marsupiale si nutre di diversi invertebrati.

### Riproduzione
Raggiunge la maturità sessuale ai 7 mesi.L femmina depone 100-130 uova; in seguito il maschio mette le uova nel marsupio della compagna. Le uova stanno nel marsupio per 2-4 mesi.I girini vengono lasciati in acqua nella notte.

## Distribuzione e habitat
La raganella marsupiale è presente nelle foreste umide e radure andine tributarie del bacino dell'Amazzonia, ad un'altitudine di 3000–4000 m, dal Perù centrale alla Bolivia meridionale. D'inverno, a causa del freddo, si rifugia tra le foglie e sotto i tronchi degli alberi.